# Chambre de commerce et d'industrie du Cambrésis
Avant la réorganisation des services consulaires, mise en place fin 2010, cette CCI était l'une des sept chambres de commerce et d'industrie du département du Nord.
Depuis le 1er janvier 2011 elle a fusionné avec les CCI d'Avesnes et du Valenciennois pour former la chambre de commerce et d'industrie Nord de France.
Son siège, à Cambrai au 5 place de la République, est désormais un des "sites de proximité" de cette nouvelle CCI territoriale.

## Historique
- En 1880, la chambre de Commerce et d'Industrie de Cambrai est créé à l'entrée du faubourg de Cantimpré, elle sera détruite par le feu en 1917.
- Lors de la reconstruction du centre-ville de Cambrai à partir de 1919, l'édification de la CCI fut décidée place de la République, au cœur de la ville. L'ouvrage est réalisé par deux architectes, Pierre Leprince-Ringuet et Ernest Herscher de 1927 à 1930 [1]. Ces derniers ont allié culture régionale et modernisme lors de la création du nouveau site. Ils ont, par ailleurs, fait appel le plus souvent possible à des artisans cambrésiens, ainsi certaines sculptures de l'ornement ont été confiées à un cambrésien : Louis Georges.
- Le 11 mai 2004, l'édifice a reçu le label « patrimoine architectural du XXe siècle », récompense qui atteste de la qualité architecturale de l'hôtel consulaire, lequel fait l'objet de visites.
- Le 3 avril 2007, Jean Béguin, Président de la CCIC et Roland Pige, Président de la chambre de commerce et d'industrie d'Arras ont annoncé leur intention d'engager un processus de fusion entre les deux chambres.
- 20 - 27 novembre 2007 : Projet de fusion de la CCI avec la chambre de commerce et d'industrie de l'Arrondissement d'Avesnes et celle de Valenciennes pour former la chambre de commerce et d'industrie du Hainaut-Cambresis.
- 12 mars 2009 : Décret no 2009-283 sur la fusion de cette chambre avec celle d'Avesnes et de Valenciennes pour former en 2010 la chambre de commerce et d'industrie Nord de France.
- 21 décembre 2010 : Installation officielle de la CCI territoriale Nord de France.

### Liste des présidents
- 1891 : Charles Seydoux

## Pour approfondir